# Shin Hwa-yong
Đây là một tên người Triều Tiên, họ là Shin.
Shin Hwa-Yong (tiếng Hàn Quốc: 신화용; sinh ngày 13 tháng 4 năm 1983) là một cầu thủ bóng đá Hàn Quốc thi đấu ở vị trí thủ môn cho Suwon Samsung Bluewings. Trước đó anh thi đấu cho Pohang Steelers từ năm 2004 đến 2016.

## Danh hiệu

### Câu lạc bộ
Pohang Steelers
- K League 1: 2007, 2013
- Á quân K League 1: 2004
- Cúp KFA: 2008
- Cúp KFA Á quân: 2007
- Cúp Liên đoàn bóng đá Hàn Quốc: 2009
- Giải vô địch bóng đá các câu lạc bộ châu Á: 2009

### Cá nhân
- Đội hình tiêu biểu K League: 2009

## Thống kê sự nghiệp câu lạc bộ
Tính đến 27 tháng 11 năm 2011
| Thành tích câu lạc bộ | Thành tích câu lạc bộ | Thành tích câu lạc bộ | Giải vô địch | Giải vô địch | Cúp     | Cúp       | Cúp Liên đoàn | Cúp Liên đoàn | Châu lục | Châu lục  | Tổng cộng | Tổng cộng |
| Mùa giải              | Câu lạc bộ            | Giải vô địch          | Số trận      | Bàn thắng    | Số trận | Bàn thắng | Số trận       | Bàn thắng     | Số trận  | Bàn thắng | Số trận   | Bàn thắng |
| Hàn Quốc              | Hàn Quốc              | Hàn Quốc              | Giải vô địch | Giải vô địch | Cúp KFA | Cúp KFA   | Cúp Liên đoàn | Cúp Liên đoàn | Châu Á   | Châu Á    | Tổng cộng | Tổng cộng |
| --------------------- | --------------------- | --------------------- | ------------ | ------------ | ------- | --------- | ------------- | ------------- | -------- | --------- | --------- | --------- |
| 2004                  | Pohang Steelers       | K League 1            | 0            | 0            | 1       | 0         | 0             | 0             | -        | -         | 1         | 0         |
| 2005                  | Pohang Steelers       | K League 1            | 0            | 0            | 0       | 0         | 0             | 0             | -        | -         | 0         | 0         |
| 2006                  | Pohang Steelers       | K League 1            | 12           | 0            | 1       | 0         | 1             | 0             | -        | -         | 14        | 0         |
| 2007                  | Pohang Steelers       | K League 1            | 18           | 0            | 3       | 0         | 8             | 0             | -        | -         | 29        | 0         |
| 2008                  | Pohang Steelers       | K League 1            | 8            | 0            | 1       | 0         | 1             | 0             | 6        | 0         | 16        | 0         |
| 2009                  | Pohang Steelers       | K League 1            | 21           | 0            | 1       | 0         | 5             | 0             | 14       | 0         | 41        | 0         |
| 2010                  | Pohang Steelers       | K League 1            | 23           | 0            | 4       | 0         | 5             | 0             | 9        | 0         | 41        | 0         |
| 2011                  | Pohang Steelers       | K League 1            | 24           | 0            | 2       | 0         | 5             | 0             | -        | -         | 31        | 0         |
| Tổng cộng sự nghiệp   | Tổng cộng sự nghiệp   | Tổng cộng sự nghiệp   | 106          | 0            | 13      | 0         | 25            | 0             | 29       | 0         | 173       | 0         |